# Palle Wolfsberg
Palle Ruben Wolfsberg (* 17. Juli 1931 in Vedbæk; † 20. Juli 2019) war ein dänischer Schauspieler und Regisseur.

## Leben
Palle Wolfsberg war der Sohn von Otto Wolfsberg und Marie Nielsen. Seine Anfänge als Schauspieler machte er am Theater in Frederiksberg. Nach einer eher kurzen Karriere als Schauspieler vor der Kamera wechselte Wolfsberg dann ins Regiefach. Er führte die Regie bei insgesamt 23 Filmen aber auch in zahlreichen Theaterstücken. Zudem betätigte sich Wolfsberg auch viele Jahre als Drehbuchautor für Fernsehserien und war als Ausführender Produzent tätig.
Wolfsberg heiratete am 26. September 1959 die Schauspielerin Kirsten Walther. Beide hatten ab 1966 einen Adoptivsohn namens Ole (1964–2007), der aus Grönland stammte. Kirsten Walther starb im Februar 1987. In zweiter Ehe war Wolfsberg von 1992 an bis zu seinem Tod mit einer Regisseurin verheiratet.
Palle Wolfsberg starb am 20. Juli 2019 kurz nach seinem 88. Geburtstag.

## Filmografie (Auswahl)
- 1958: Vater von vier Kindern und die Wolfsjungen
- 1962: Soldatenfreunde zum Spaß
- 1963: Staub für das ganze Geld
- 1974: Der (voraussichtlich) letzte Streich der Olsenbande (Olsen-bandens sidste bedrifter)